# Gregarina spionis
Gregarina spionis is een soort in de taxonomische indeling van de Myzozoa, een stam van microscopische parasitaire dieren. Het organisme komt uit het geslacht Gregarina en behoort tot de familie Gregarinidae. Gregarina spionis werd in 1891 ontdekt door Mingazzini.